# 普埃弗洛維霍 (阿蘇阿省)
18°24′N 70°46′W / 18.400°N 70.767°W
普埃弗洛維霍（西班牙語：Pueblo Viejo），是多明尼加共和國的城鎮，位於該國南部，由阿蘇阿省負責管轄，面積45.38平方公里，2012年人口8,251，人口密度每平方公里180人。